# Điện ảnh Ecuador
Điện ảnh Ecuador (tiếng Tây Ban Nha: Cine de Ecuador) là tên gọi ngành công nghiệp điện ảnh của nước Cộng hòa Ecuador từ thập niên 1920 đến nay.

## Lịch sử hình thành và phát triển
- Bộ phim năm 2006 Qué Tan Lejos, đạo diễn và biên kịch Tania Hermida lấy bối cảnh vùng núi non nông thôn và bờ biển Thái Bình Dương phía nam Ecuador. Một cuộc đình công của công nhân đã chặn một chiếc xe buýt từ Quito tới Cuenca và câu chuyện bắt đầu khi hai phụ nữ trẻ quyết định một mình tiếp tục chuyến đi, vẫy xe trên đường. Dọc theo con đường họ gặp những nhân vật đáng mến, những người giúp họ đánh giá lại mục tiêu của chuyến đi của mình. Những cảnh quay đáng chú ý trong cả bộ phim và một số câu nói dí dỏm kiểu Ecuador thỉnh thoảng không thể được phiên dịch.
- Bộ phim năm 2005 Crónicas, kịch bản và đạo diễn Sebastián Cordero người Ecuador và diễn viên John Leguizamo trong lần đầu tiên đóng phim tiếng Tây Ban Nha, được chuẩn bị và tiến hành hoàn toàn tại Ecuador.
- Dù được thực hiện tại Colombia, bộ phim năm 2004 Maria Full of Grace được quay một phần tại Ecuador.
- Bộ phim năm 2003 The Dancer Upstairs, đạo diễn John Malkovich diễn viên Javier Bardem, được quay tại Ecuador.
- Beyond the Gates of Splendor (2002), đạo diễn Jim Hanon, là một cuốn phim tài liệu về những nhà truyền giáo bị người Indian Huaorani giết hại những năm 1950. Đây là bộ phim đầu tiên của Hanon được thực hiện trên một chuyện có thật. Ông đã sử dụng lại câu chuyện trong bộ phim năm 2006 The End of the Spear của Hollywood trong đó các nhóm Thiên chúa giáo có kế hoạch tuyên truyền tôn giáo của mình[cần dẫn nguồn]. Đa số các cảnh quay đều được thực hiện tại Panama.
- Bộ phim Proof of Life (2000), diễn viên Meg Ryan và Russell Crowe, được quay tại Ecuador; câu chuyện lấy bối cảnh tại một quốc gia hư cấu ở Nam Mỹ tên gọi "Tecala". Phong trào du kích được thể hiện trong phim tương tự như phong trào Con đường Sáng tại Peru hay Các lực lượng vũ trang cách mạng Colombia (FARC) tại Colombia.
- Ratas, Ratones, Rateros (1999) kịch bản và đạo diễn Sebastián Cordero, liên quan tới câu chuyện của một quiteño 18 tuổi, anh/em họ của anh ta, một tên trộm từ thành phố bờ biển Ecuador là Guayaquil, đã lôi kéo tất cả những người xung quanh vào một phi vụ làm ăn. Bộ phim bị nhiều nhà phê bình chỉ trích vì đã phác họa một hình ảnh khác xa sự thật giữa vùng bờ biển (Guayaquil) và vùng cao nguyên (Quito), nảy sinh từ các tình cảm khu vực.[cần dẫn nguồn]
- Entre Marx y una Mujer Desnuda (Between Marx and a Nude Woman, 1995), của Camilo Luzuriaga người Ecuador, cung cấp một cánh cửa nhìn vào đời sống của những người cánh tả trẻ tuổi Ecuador sống trong đất nước bị chia rẽ bởi những tàn tích của những hệ thống phong kiến và những cuộc đảo chính. Bộ phim dựa tên tiểu thuyết của Jorge Enrique Adoum.
- Bộ phim năm 1991 Sensaciones được bấm máy ở Ecuador và do hai anh em ruột đạo diễn người Ecuador là Juan Esteban Cordero và Viviana Cordero chỉ đạo. Viviana Cordero sau này tham gia sản xuất bộ phim Ratas, Ratones, y Rateros (xem trên) và sau này làm phim Un Titán en el Ring (2002).
- Bộ phim thập niên 1980 Vibes, diễn viên Cyndi Lauper và Jeff Goldblum, được quay tại Ecuador. Các thành phố Andean trở thành hậu cảnh phim.